# Diócesis de Araguaína
La diócesis de Araguaína (en portugués: Diocese de Araguaína) es una circunscripción eclesiástica de la Iglesia católica en Brasil. Se trata de una diócesis latina, sufragánea de la arquidiócesis de Palmas. Desde el 31 de enero de 2023 su obispo electo es Giovane Pereira de Melo.

## Territorio y organización
La diócesis tiene 35 827 km² y extiende su jurisdicción sobre los fieles católicos de rito latino residentes en 19 municipios del estado de Tocantins: Aragominas, Araguaína, Araguanã, Arapoema, Babaçulândia, Bandeirantes do Tocantins, Barra do Ouro, Campos Lindos, Carmolândia, Filadélfia, Goiatins, Muricilândia, Nova Olinda, Palmeirante, Pau-d'Arco, Piraquê, Santa Fé do Araguaia, Wanderlândia y Xambioá.
La sede de la diócesis se encuentra en la ciudad de Araguaína, en donde se halla la iglesia de San Sebastián, que sirve como catedral provisoria.
En 2023 en la diócesis existían 22 parroquias.

## Historia
La diócesis fue erigida por el papa Francisco el 31 de enero de 2023, obteniendo el territorio de las diócesis de Tocantinópolis y Miracema do Tocantins.

## Estadísticas
Según el Boletín de la Santa Sede de 31 de enero de 2023 la diócesis tenía a principios de 2023 un total de 215 794 fieles bautizados.
| Año                                                                             | Población            | Población | Población      | Sacerdotes | Sacerdotes    | Sacerdotes    | Bautizados por sacerdote | Diáconos permanentes | Religiosos | Religiosos | Parroquias |
| Año                                                                             | Bautizados católicos | Total     | % de católicos | Total      | Clero secular | Clero regular | Bautizados por sacerdote | Diáconos permanentes | Varones    | Mujeres    | Parroquias |
| ------------------------------------------------------------------------------- | -------------------- | --------- | -------------- | ---------- | ------------- | ------------- | ------------------------ | -------------------- | ---------- | ---------- | ---------- |
| 2023                                                                            | 215 794              | 308 278   | 70.0           | 31         | 18            | 13            | 6961                     |                      | 1          | 15         | 22         |
| Fuente: Catholic-Hierarchy, que a su vez toma los datos del Anuario Pontificio. |                      |           |                |            |               |               |                          |                      |            |            |            |

## Episcopologio
- Giovane Pereira de Melo, desde el 31 de enero de 2023